# Einsatzleitrechner
Ein Einsatzleitrechner (englisch computer-aided dispatch (CAD), mit weiteren Komponenten Einsatzleitsystem genannt) ist ein EDV-System, welches die Mitarbeiter von Einsatzleitstellen bei der Bewältigung ihrer Aufgaben unterstützt.

## Aufgaben
Ein Einsatzleitrechnersystem erfüllt im Wesentlichen folgende Aufgaben:
- Führung einer Übersicht der Einsatzmittel (z. B. Feuerwehrfahrzeuge) und deren Verfügbarkeit bzw. Aufträgen
- Übersicht über die laufenden und anstehenden (zu disponierenden) Einsätze
- umfassende Dokumentation von Einsätzen
- Recherchemöglichkeit in den Protokollen abgeschlossener Einsätze
- Visualisierung von Stadtplänen sowie Lagedarstellung in einem Geoinformationssystem
- Unterstützung der Alarmierung

## Komponenten
Wie jedes EDV-System besteht ein Einsatzleitsystem aus den Komponenten Hard- und Software.

### Hardware
In der Regel werden Einsatzleitsysteme als Serversystem ausgeführt, welches von mehreren Bedienplätzen durch die Disponenten benutzt wird.
An die Hardware werden hohe Ansprüche hinsichtlich der Ausfallsicherheit gestellt. Da üblicherweise normale PC-Komponenten zum Einsatz kommen, wird die Ausfallsicherheit beispielsweise über redundante Auslegung wichtiger Komponenten sichergestellt.
Den wichtigsten Teil der Hardware allerdings stellen die Schnittstellen zu den Kommunikationseinrichtungen dar.
Dazu zählen Alarmgeber für die Auslösung von Alarmierungssystemen, Datenübertragungseinrichtungen wie dem FMS-Statusdecoder, der Telefonanlage sowie der Dokumentationsanlage für Telefon- und Funkgespräche.

### Software
Kern eines Leitrechnersystems ist eine Datenbank, in der die Stammdaten des Einsatzleitsystems gehalten werden. Hierzu zählen beispielsweise die Fahrzeuge im Dienstbereich der Leitstelle, besondere Objekte oder auch Kontaktdaten von Ansprechpartnern anderer Dienste und Organisationen. In dieser Datenbank werden auch die durchgeführten Einsätze und deren Dokumentation archiviert.
Für die Einsatzbearbeitung wird eine spezielle Anwendungssoftware verwendet, welche die Disponenten während der kompletten Einsatzbearbeitung unterstützt. Dies beginnt bei der Einsatzerfassung, geht weiter über die Disposition, Alarmierung und Dokumentation und endet bei Recherche und Auswertung. Die Anwendungssoftware kann lokal installiert oder über eine Webanwendung realisiert sein. Hinzu kommen bei Bedarf Webanwendungen die Verknüpfungen zu Leitrechnern anderer, durch einen Einsatz Betroffener (Verkehrsleitzentrale, RBL des ÖPNV u. a.) herstellen.
Moderne Leitrechnersysteme verfügen über die Möglichkeit, die Anwender graphisch zu unterstützen. Hierzu gehört das Einblenden von Kartenausschnitten und ggf. die Anzeige von Bildern zu bestimmten Objekten.
Die im Einsatzleitsystem gesammelten Daten können über eine Software-Schnittstelle an die Fakturierungssoftware für die Transportabrechnung oder Kostenrechnung übergeben werden.

### Stammdaten
- Einsatzmittel (z. B. Feuerwehr, Rettungsdienst)
  - Funkrufname
  - Kategorisierung (z. B. Löschfahrzeug, Rettungswagen)
  - Status (z. B. „frei auf Wache“ oder „Einsatz übernommen“)
  - Alarmierungswege des Einsatzmittels

- Einsatzobjekte
  - Gefahrenhinweise
  - Anfahrtshinweise
  - Hinweise zu Ansprechpartnern

- Geodaten zum Anzeigen von Einsatzorten in einem Geoinformationssystem